# Brana Kahovka
Brana Kahovka jest brana na rijeci Dnjepru u Hersonskoj oblasti u Ukrajini. Dovršena je 1956. godine i oštećena 2023. Opskrbljivala je vodom hidroelektranu Kahovka (ukr. Кахо́вська ГЕС імені П. С. Непорожнього). Primarne namjene brane bile su proizvodnja hidroelektrične energije, akumulacija vode za navodnjavanje i plovidbu. Bila je to šesta i posljednja brana u kaskadi umjetnih jezera na Dnjepru.
Kanal duboke vode stvoren tokom omogućio je plovidbu uzvodno i nizvodno. U sklopu objekta nalazio se i zimski vrt. Cesta P47 i željeznička pruga na brani su prelazile Dnjepar.
Hidroelektrana Kahovka imala je 241 djelatnika u listopadu 2015. Upravitelj je Yaroslav Kobelya od rujna 2012. Od 2019. brana je bila profitabilna donijevši ₴6,1 milijun (236 000 USD) proračunima lokalnih vlasti i ₴44,6 milijuna (1,73 milijuna USD) nacionalnom prihodu.
Tijekom ruske invazije na Ukrajinu, 6. lipnja 2023.  ujutro značajan je dio brane uništen, najvjerojatnije unutarnjom eksplozijom, uzrokujući značajne poplave nizvodno. Ukrajinska vlada optužila je Rusiju za uništenje mosta, prema New York Timesu, stručnjaci se općenito slažu da je to najvjerojatnija teorija. Međutim, Rusija uzrok eksplozije koja je uništila branu pripisuje ukrajinskim snagama.

## Povijest
Izgradnja brane započela je u rujnu 1950. godine. Posljednji generator pušten je u rad u listopadu 1956. Značajni popravci i proširenja napravljeni su od 2019. Njome upravlja Ukrhydroenergo, koji je osnovan 1994. godine.

## Izgradnja
Središnji dio brane čine (od sjeverozapada prema jugoistoku) baražna brana, hidroelektrana i prevodnica za plovidbu. Brana, uključujući duge nasipe sa svake strane središnjeg dijela, dugačka je 3,2 km na strani okrenutoj prema rezervoaru. Elektrana je imala instaliranu snagu od 357 MW.

## Spremnik
Umjetno jezero Kahovka sadržavalo je 18 kubičnih kilometara vode. Cijeli rezervoar opskrbljuje vodom za hlađenje nuklearne elektrane Zaporižja snage 5,7 GW, a služi i za navodnjavanje područja južne Ukrajine i sjevernog Krima preko Sjevernokrimskog kanala, Kahovski kanal i Dnjepar-Krivi Rih.

## Ruska invazija Ukrajine
24. veljače 2022. elektranu su zauzele ruske snage tijekom ruske invazije na Ukrajinu. Tijekom višetjednih topničkih napada Ukrajine u kolovozu i rujnu, ukrajinski i ruski dužnosnici izvijestili su da je sposobnost objekta za prijevoz vozila smanjena, ali je sama brana zadržala strukturni integritet.
Sredinom listopada 2022. novinska su izvješća sugerirala da su Rusi možda planirali dići branu u zrak kako bi usporili ukrajinsku protuofenzivu u regiji.
Dana 11. studenoga dogodila se velika eksplozija na brani, prikazana na snimci CCTV-a. Uništene su cestovna i željeznička dionica, ali je sama brana ostala uglavnom neoštećena. Ruski dužnosnici otvorili su dodatne brane, omogućujući da voda pojuri iz rezervoara. U to je vrijeme regionalna vojna uprava Zaporižja u izjavi sugerirala da je jedna od svrha isušivanja akumulacije mogla biti poplava područja južno od brane, kako bi se ukrajinske snage spriječile u prelasku rijeke Dnjepar. Dužnosnici su izjavili da Ukrhydroenergo, ukrajinska hidroelektrana, vjeruje da su ruske snage "otvorile ustave stanice strahujući od napredovanja ukrajinskih vojnika".
Početkom studenoga 2022. otvoreni su preljevi na brani, a akumulacija Kahovka pala je na najnižu razinu u tri desetljeća, dovodeći u opasnost navodnjavanje i izvore pitke vode, kao i rashladne sustave nuklearne elektrane Zaporizhzhia. Između 1. prosinca 2022. i 6. veljače 2023. razina vode pala je 2 metra.
Od sredine veljače do kraja svibnja 2023., namjerno ili kao posljedica nemara, oštećena brana nije bila prilagođena sezonskom porastu protoka vode. Kao rezultat toga, voda je preplavila vrh brane, a zemljište uzvodno od brane je poplavljeno. Razina vode u akumulaciji dosegla je 30-godišnji maksimum. Povišeni vodostaj uzrokovao je poplavu nekih obližnjih sela.

### Uništenje brane
Dana 6. lipnja 2023. eksplozija je prouzročila značajnu štetu na središnjem dijelu brane široke 3,2 km, što je rezultiralo nekontroliranim protokom vode nizvodno. Došlo je do "unutarnje eksplozije struktura" unutar brane, prema ukrajinskom predsjedniku Volodymyr Zelenskyy. Zbog toga su započele evakuacije i operacije spašavanja.
Prema Ujedinjenim narodima, probijanje brane Kahovka imalo bi katastrofalne posljedice. Uništenje brane dovelo je do toga da su se deseci tisuća ljudi našli u poplavnom području. Preko 40 različitih gradova i sela u Ukrajini ozbiljno je poplavljeno, a ogromne količine stoke su stradale.
Rusija je kontrolirala branu od početka rata, ali se dvije strane ne slažu oko uzroka uništenja. Dužnosnici koje je nametnula Rusija u okupiranoj Ukrajini tvrde da su ukrajinske snage sabotirale branu. Ukrajinski dužnosnici pripisuju katastrofu 205. motoriziranoj strijeljačkoj brigadi Rusije. Niti jedna druga nacionalna vlada ili novinska agencija nije pripisala krivnju za rušenje brane, ali je BBC izvijestio da i Sjedinjene Države i Ujedinjeno Kraljevstvo naginju procjeni ruske krivnje.
Uništenje brane izazvalo je osude čelnika EU i Ukrajine, koji su to opisali kao potencijalni ratni zločin, ali su se uzdržali napad i osudit. Dok Rusija negira krivnju, stručnjaci navode da je namjerna eksplozija iz unutrašnjosti brane pod ruskom kontrolom najvjerojatniji uzrok njenog uništenja.

## Daljnja literatura
- Kosilin, Yu. M. 1. veljače 1975. Seminars on Advanced Experience with Hydroelectric Plant Operation. Hydrotechnical Construction (engleski). 9 (2): 170–173. doi:10.1007/BF02378458. ISSN 1570-1468. S2CID 110781794
- Éidel'man, S. Ya. 1. prosinca 1982. On-site observations of the concrete structures of the Kakhovka hydroelectric station. Hydrotechnical Construction (engleski). 16 (12): 657–663. doi:10.1007/BF01425151. ISSN 1570-1468. S2CID 111117866